# Clermont-le-Fort
Clermont-le-Fort – miejscowość i gmina we Francji, w regionie Oksytania, w departamencie Górna Garonna.
Według danych na rok 1990 gminę zamieszkiwało 359 osób, a gęstość zaludnienia wynosiła 36 osób/km² (wśród 3020 gmin regionu Midi-Pireneje Clermont-le-Fort plasuje się na 712. miejscu pod względem liczby ludności, natomiast pod względem powierzchni na miejscu 1089.).

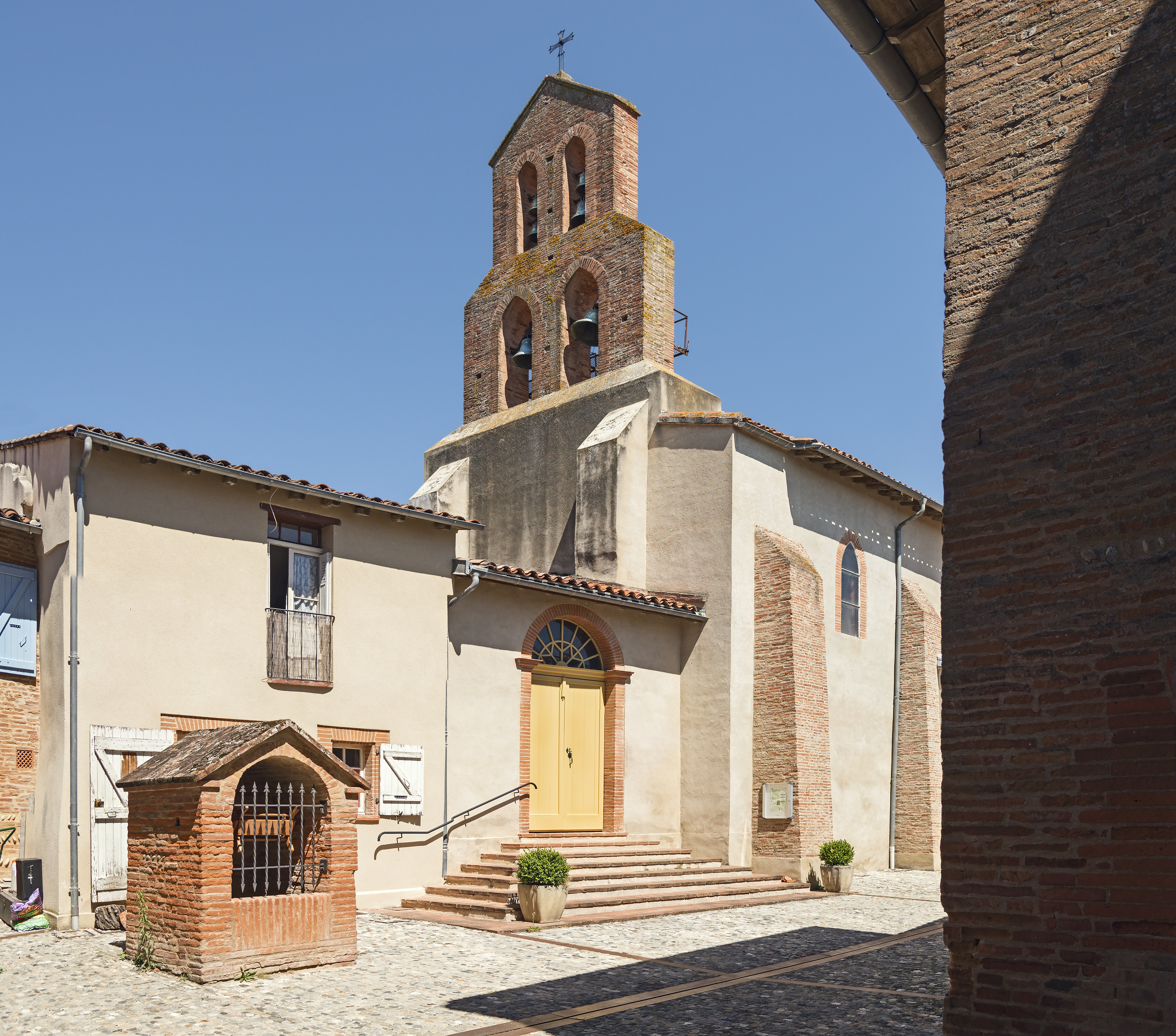
Kościół.
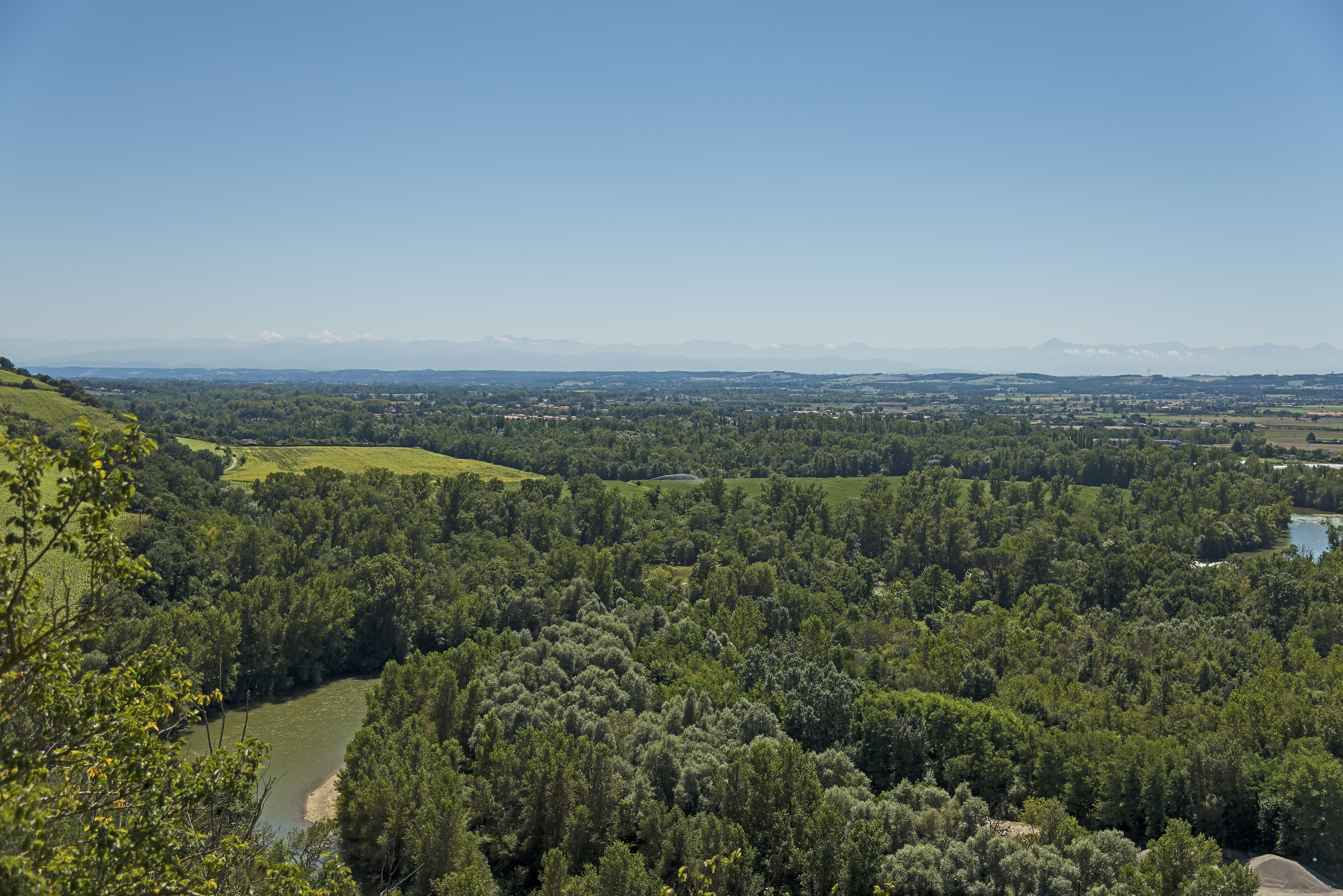
Panorama.